# Tutankamonovo prokletstvo
Tutankamonovo prokletstvo, poznato i kao prokletstvo faraona, prokletstvo koje je, tobože, bačeno na sve one koje budu uznemiravali vječna počivališta faraona ili u konkretnom slučaju, jedno od takvih prokletstava koje se nalazilo na ulazu u grobnicu faraona Tutankamona (o. 1332. – 1323. pr. Kr.) iz 18. dinastije. Nakon otvaranja Tutanhkamonove grobnice, uslijedilo je nekoliko smrti članova arheološke ekspedicije i njenih donatora, što je navelo medije na širenje senzacionalističke priče o prokletstvu faraona.

## Otvaranje Tutankhamonove grobnice
Dana 26. studenog 1922. britanski arheolog Howard Carter (1873. – 1939.) i njegov pokrovitelj George Herbert, grof Carnarvona (1866. – 1923.) otkrili su, među ruševina u Dolini kraljeva, nedaleko od Luksora, pijeskom zatrpane stepenice koje su vodile u grobnicu tada gotovo nepoznatog faraona Tutankamona iz 18. dinastije, staru više od 3000 godina. Druga pogrebna komora bila je u potpunosti zapečaćena i netaknuta. Otvorena je po prvi put poslije nekoliko tisućljeća, 16. veljače 1923. godine i u njoj je otkriveno veliko blago, uključujući faraonov grob s više lijesova od zlata i posmrtnom zlatnom maskom te još mnoštvo vrijednih predmeta ukrašenih zlatom i draguljima.
Iznad Tutankamonova sarkofaga navodno je stajao natpis drevne kletve kojom se upozoravalo i proklinjalo svakoga tko bi se usudio otvoriti sarkofag i uznemiriti faraonov vječni mir (Smrt će snaći one koji ometaju faraonov san), što je bio uobičajan pokušaj zaštite kraljevskih grobnica od učestalih pljačkanja. Uskoro nakon toga pokrenuo se niz događaja kojima su pojedinci i mediji tražili i pripisali neko dublje značenje. Istog dana kada je bila otvorena Tutankhamonova grobnica, egipatska kobra, simbol i zaštitnica faraona, pojela je Carterovog karnarinca. Nekoliko mjeseci kasnije umro je glavni pokrovitelj istraživanja, lord Carnarvon, a njegov je pas u Engleskoj u tom trenutku počeo zavijati i zatim je uginuo. Tri dana poslije Carnarvonove smrti, umro je i Arthur Mace, jedan od voditelja tima. Zatim je umro George Gold, koji je došao u Egipat razgledati grobnicu. Odmah sutradan je dobio visoku temperaturu i umro. Poslije su slijedili i drugi naoko bizarni i tajanstveni slučajevi smrti povezani s ljudima koji su doli u kontakt s Tutankhamonovom grobnicom, što je izazvalo medijsku pažnju i senzaciju, a kod pojedinaca i strah od tzv. faraonovog prokletstva.
Većina stručnjaka odbacuje kao potpuno neutemeljenu tezu da se tu radi o bilo kakvom prokletstvu, već zaključuju da sve smrti imaju prirodan ili lako objašnjiv uzrok. Osim toga, sam pronalazač grobnice, Howard Carter umro je nekih 17 godina nakon otkrića grobnice što također demantira tvrdnje kako se tu radilo o nekakvom prokletstvu.

## Smrti pripisane Tutankhamonovu prokletstvu
U roku od šest tjedana od otvaranja Tutankamonove grobnice 1922. godine, umrlo je dvanaestero ljudi iz istraživačke ekspedicije.
- George Herbert, grof Carnarvona (1866. – 1923.) - umro je poslije infekcije rane nastale rezom oštrice na mjestu ugriza komarca.
- George Jay Gould (1864. – 1923.) - posjetio je grobnicu i uskoro umro od groznice i visoke temperature
- pukovnik Aubrey Herbert (1880. – 1923.) - Carnarvonov polubrat; umro je od infekcije zubiju
- Sir Archibald Douglas-Reid (1871. – 1924.) - radiolog koji je snimio Tutankamonovu mumiju, razbolio se dan nakon što je ušao u grobnicu i uskoro je umro od tajanstvene bolesti
- Hugh Evelyn-White (1884. – 1924.) - arheolog koji je posjetio Tutankamonovu grobnicu radi planiranja preseljenja stvari u muzej, objesio se uskoro nakon toga, a za razlog samoubojstva naveo je Tutankamonovo prokletstvo
- Arthur Cruttenden Mace (1874. – 1928.) - član Carterove ekspedicije, imao je zadnjih godina života ozbiljne zdravstvene probleme i umro je od upale pluća
- kapetan Richard Bethell (1883. – 1929.) - umro je od posljedica gušenja
- Howard Carter (1873. – 1939.) - voditelj istraživanja Tutankamonove grobnice; iako je umro sedamnaest godina nakon otkrića grobnice u dobi od 64. godine, neki njegovu smrt svejedno pripisuju faraonskoj kletvi